# Luka Bogdanović
Luka Bogdanović (serbisch-kyrillisch Лука Богдановић; * 11. Februar 1985 in Belgrad, Jugoslawien) ist ein ehemaliger serbischer Basketballspieler. Nachdem er in seinem Heimatland gespielt hatte, setzte er seine Laufbahn in Frankreich und Spanien fort. Danach stand der Nationalspieler in der Saison 2010/11 in der deutschen Basketball-Bundesliga bei den EWE Baskets Oldenburg unter Vertrag. Im weiteren Verlauf spielte er wieder in Spanien, dann in der Türkei, wieder bei Partizan Belgrad und zum Ende seiner Laufbahn erneut in der spanischen Liga ACB.

## Karriere
Bogdanović spielte zunächst für verschiedene Vereine in seiner Heimatstadt. Neben einem Titelgewinn im serbischen Pokalwettbewerb 2004 mit Roter Stern Belgrad gelangen ihm bei Serienmeister KK Partizan Belgrad drei Meistertitel sowie der Gewinn der grenzübergreifenden Adria-Liga 2007. Anschließend wechselte er ins Ausland und spielte zunächst eine Spielzeit für Le Mans Sarthe Basket in der französischen LNB Pro A. Danach wechselte er 2008 zum damaligen ULEB-Eurocup-Gewinner Joventut de Badalona aus dem katalanischen Badalona. 2010 kehrte er zunächst nach Frankreich zurück und wurde von Chorale Basket in Roanne verpflichtet, das verletzungsbedingt eine Verstärkung suchte. Nach sieben Meisterschaftsspielen verließ Bogdanović im November 2010 den Verein wieder und unterschrieb anschließend im Dezember 2010 für den Rest der Saison bei den EWE Baskets Oldenburg in der deutschen Bundesliga. Nach dem Ausscheiden in der ersten Play-off-Runde um die Deutsche Meisterschaft gegen Alba Berlin und insgesamt 26 Bundesliga-Einsätzen kehrte Bogdanović zur Saison 2011/12 in die spanische Liga ACB zurück und unterschrieb einen Vertrag in Sevilla.
Von 2004 bis 2009 war Bogdanović für KK Partizan, MSB und Joventut in jeder Saison in der EuroLeague aktiv, bis auf das Vordringen in die Gruppenphase der besten 16 im Jahr 2007 schied er mit seiner Mannschaft jeweils in der ersten Runde aus. Danach spielte er für seinen jeweiligen Verein im ULEB Eurocup. 2010 scheiterte er im Eurocup mit Joventut in der zweiten Gruppenphase erneut knapp am deutschen Vertreter Alba Berlin, wie eine Saison zuvor in der ersten Runde der Euroleague.
2014 kehrte er zu Partizan Belgrad zurück und spielte bis Januar 2015 für den Verein, im selben Monat schloss er sich BC Andorra an. Er spielte bis zum Ende der Saison 2015/16 für die Mannschaft in der spanischen Liga ACB, sein letzter Arbeitgeber als Berufsbasketballspieler war wie zuvor in seiner Laufbahn Joventut de Badalona.

### Nationalmannschaft
Bogdanović wurde 2001 mit der Auswahl Jugoslawiens U16-Europameister, 2005 errang er mit Serbien die Bronzemedaille bei der U20-Europameisterschaft und wurde als einer der besten fünf Spieler (All-Tournament-Team) des Turniers in Russland ausgezeichnet.